# Полсен, Алекс
Александер Ноа Полсен (англ. Alexander Noah Paulsen; родился 4 июля 2002, Окленд) — новозеландский футболист, вратарь английского клуба «Борнмут» и сборной Новой Зеландии.

## Клубная карьера
Полсен — воспитанник новозеландской команды «Онеанга Спортс». В 2018 году попал в академию клуба «Веллингтон Феникс», за который дебютировал 19 декабря 2021 года в матче A-лиги против «Сиднея». В сезоне 2023/24 Полсен стал основным вратарём «Веллингтон Феникс». По итогам сезона он также был признан голкипером года и лучшим молодым футболистом года в чемпионате Австралии.
4 июня 2024 года английский клуб «Борнмут» объявил о трансфере Алекса Полсена. 9 августа 2024 года на правах аренды до конца сезона 2024/25 перешёл в «Окленд».

## Карьера в сборной
Выступал за сборные Новой Зеландии до 17 и до 23 лет.